# Karaté aux Jeux mondiaux de 1981
Aux jeux mondiaux de 1981, organisés à Santa Clara, aux États-Unis des épreuves de karaté étaient au programme.

## Résultats

### Kata
| Rang | Pays       | Karatéka       |
| ---- | ---------- | -------------- |
| 1    | Japon      | Keji Okada     |
| 2    | Japon      | Masashi Koyama |
| 3    | États-Unis | Domingo Llanos |

| Rang | Pays    | Karatéka       |
| ---- | ------- | -------------- |
| 1    | Japon   | Susuko Okamura |
| 2    | Japon   | Mie Nakayama   |
| 3    | Espagne | María Moreno   |

### Kumite
| Rang | Pays        | Karatéka            |
| ---- | ----------- | ------------------- |
| 1    | Japon       | Masayuki Naito      |
| 2    | Espagne     | Fernando Roseuero   |
| 3    | Royaume-Uni | Joe Tierney         |
| 3    | Italie      | Giuseppe Tinnirello |

| Rang | Pays   | Karatéka           |
| ---- | ------ | ------------------ |
| 1    | Japon  | Yoshikazu Ono      |
| 2    | Japon  | Toshiaki Maeda     |
| 3    | Italie | Robert De Luca     |
| 3    | Japon  | Kesayoshi Yokouchi |

| Rang | Pays        | Karatéka           |
| ---- | ----------- | ------------------ |
| 1    | Royaume-Uni | Cecil Hackett      |
| 2    | France      | Bernard Bilicki    |
| 3    | Japon       | Yokiyoshi Marutani |
| 3    | Japon       | Seiji Nashimura    |

| Rang | Pays     | Karatéka        |
| ---- | -------- | --------------- |
| 1    | Taïwan   | Lin Chingmin    |
| 2    | Pays-Bas | Fred Royers     |
| 3    | France   | Christian Gauze |
| 3    | Espagne  | Ángel López     |

| Rang | Pays       | Karatéka       |
| ---- | ---------- | -------------- |
| 1    | Japon      | Osamu Kamikodo |
| 2    | Japon      | Hisao Murase   |
| 3    | États-Unis | Tokey Hill     |
| 3    | Pays-Bas   | Otti Roethoff  |

| Rang | Pays     | Karatéka           |
| ---- | -------- | ------------------ |
| 1    | Pays-Bas | Ludwig Kotzebue    |
| 2    | Taïwan   | Chen Chien         |
| 3    | Italie   | Claudio Guazzaroni |
| 3    | Espagne  | Francisco Torres   |

| Rang | Pays        | Karatéka          |
| ---- | ----------- | ----------------- |
| 1    | Royaume-Uni | Vic Charles       |
| 2    | France      | Marc Pyrée        |
| 3    | États-Unis  | William Blanks    |
| 3    | France      | Claude Pettinella |